# Blanca Toledano

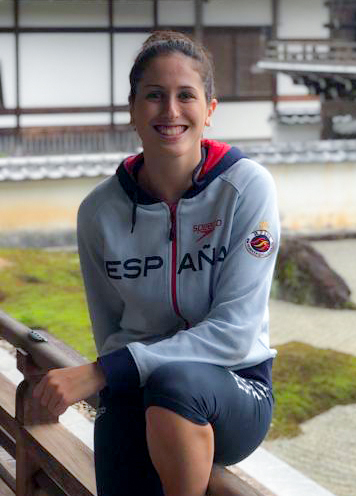
Blanca Toledano (2019)

Blanca Toledano Laut (* 3. November 2000 in Madrid) ist eine spanische Synchronschwimmerin. Sie gewann 2024 eine olympische Bronzemedaille. Bei Weltmeisterschaften gewann sie bis 2024 einmal Gold, einmal Silber und zweimal Bronze. Bei Europameisterschaften erhielt sie je eine Gold und Silbermedaille sowie zwei Bronzemedaillen.

## Sportliche Karriere
Blanca Toledano schwimmt für den Real Canoe NC in Madrid.
2017 bei den Weltmeisterschaften in Budapest belegte sie mit der spanischen Mannschaft den sechsten Platz im technischen und im freien Wettbewerb, in der Kombination wurden die Spanierinnen Fünfte. Bei den Europameisterschaften 2018 in Glasgow wurde Toledano mit der Gruppe Vierte im freien und im technischen Programm. In der Kombination gewann die spanische Gruppe die Bronzemedaille. Im Jahr darauf wurde Toledano bei den Weltmeisterschaften 2019 in Gwangju Sechste mit der Mannschaft. Im Highlight-Wettbewerb wurden die Spanierinnen Dritte.
Bei den wegen der COVID-19-Pandemie erst 2021 ausgetragenen Europameisterschaften in Budapest wurde Toledano Dritte im Teamwettbewerb für das technische Programm und Zweite im Teamwettbewerb für das freie Programm. Bei den ebenfalls erst 2021 ausgetragenen Olympischen Spielen in Tokio erreichte die spanische Mannschaft den siebten Platz.
2022 bei den Weltmeisterschaften in Budapest erreichte Toledano mit der Gruppe den vierten Platz im freien Programm und den dritten Platz im Highlight-Wettbewerb. Im Juni 2023 bei den Europaspielen in Oswiecim siegte Toledano mit der Gruppe im technischen Programm. Bei den Weltmeisterschaften in Fukuoka siegten die Spanierinnen im technischen Gruppenwettbewerb.
Bei den Weltmeisterschaften 2024 in Doha wurden die Spanierinnen im technischen Gruppenwettbewerb Zweite hinter den Chinesinnen. Im Juni 2024 bei den Europameisterschaften in Belgrad siegten die Spanierinnen im technischen Gruppenwettbewerb. Bei den Olympischen Spielen in Paris fand zuerst der Gruppenwettbewerb statt. Die Chinesinnen gewannen vor der Gruppe aus den Vereinigten Staaten. Dahinter erschwammen Txell Ferré Gaset, Marina García Polo, Lilou Lluís Valette, Meritxell Mas, Alisa Ozhogina, Paula Ramírez, Iris Tió und Blanca Toledano die Bronzemedaille vor den Französinnen.